# Hetman Sahaydachniy (fregatt)

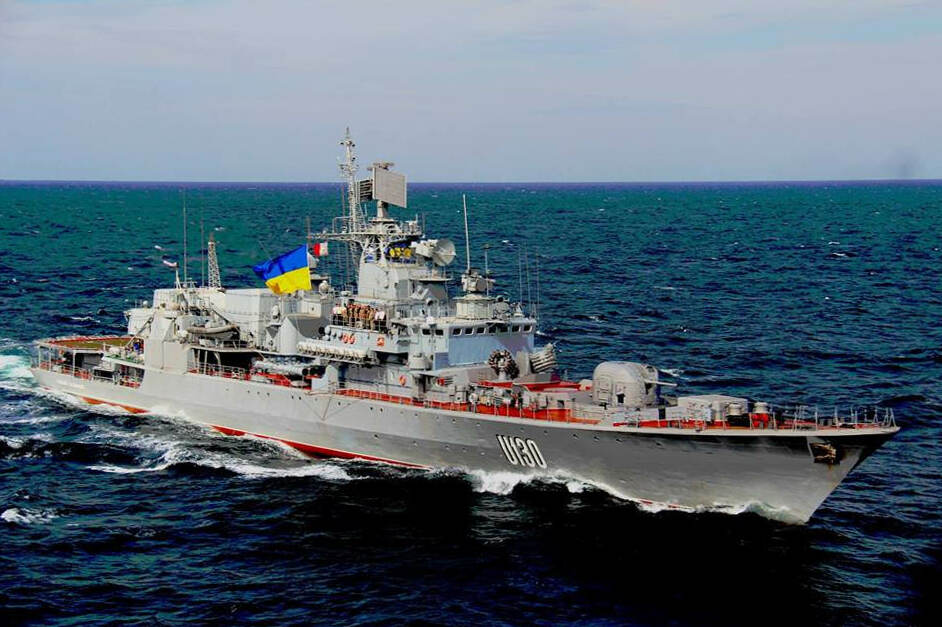
Hetman Sahaydachniy.

Hetman Sahaydachniy (U130) (ukrainska: Гетьман Сагайдачний) är en Nerei/Menzhinskiy-klass fregatt i den ukrainska flottan som hade hemmahamn vid Sevastopol på Krim. Hetman Sahaydachniy stationerades därefter i Odessa. 
Fartyget är Ukrainska flottans flaggskepp.